# Lypne (Luzk)
Lypne (ukrainisch Липне; russisch Липно Lipno, polnisch Lipno) ist ein Dorf im Westen der ukrainischen Oblast Wolyn mit etwa 1900 Einwohnern (2021).

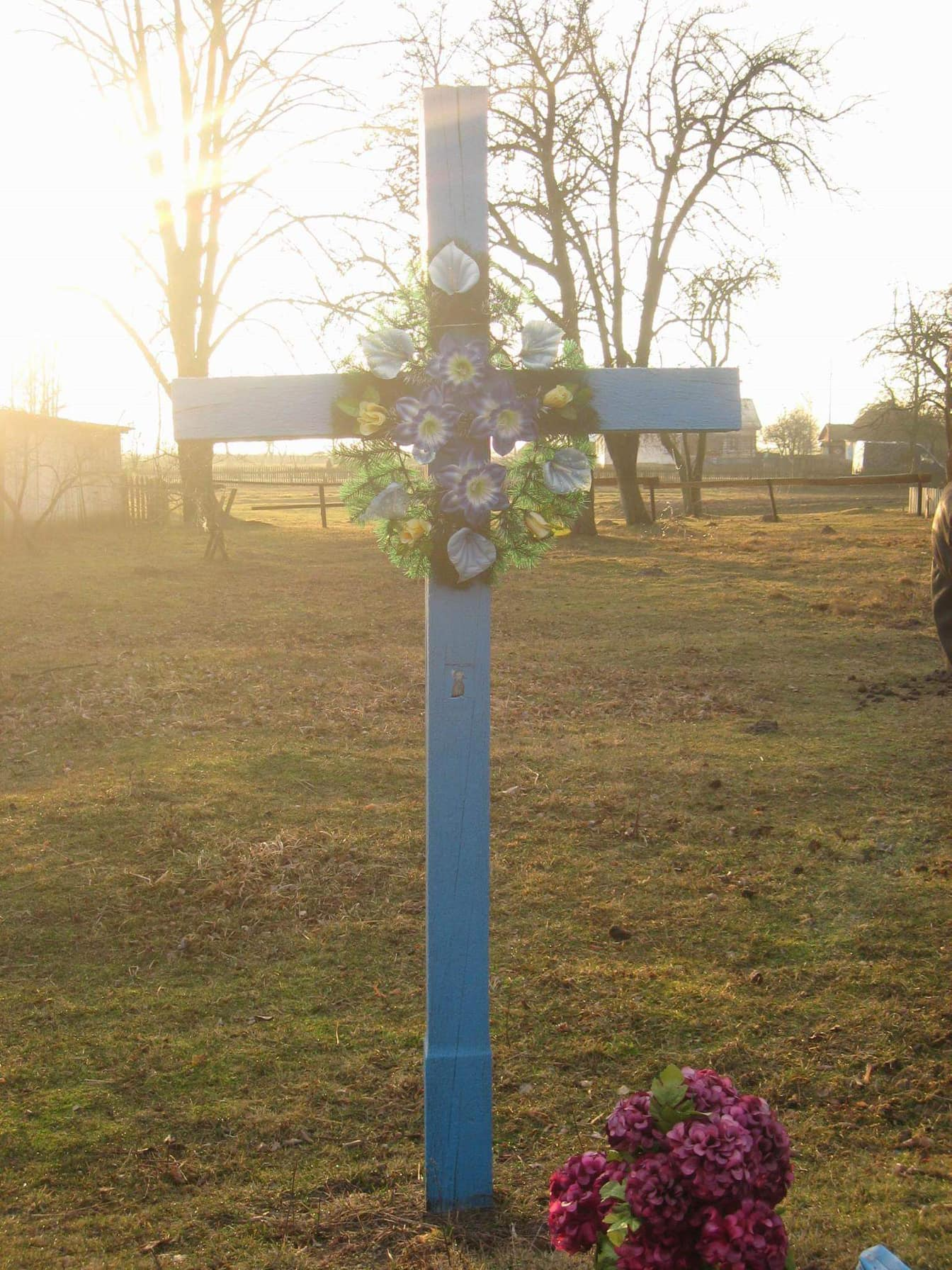
Denkmal im Ort

Das erstmals 1570 schriftlich erwähnte Dorf liegt im Osten des Rajon Luzk nahe der Grenze zur Oblast Riwne.
Am 27. Juli 2017 wurde das Dorf ein Teil der neugegründeten Siedlungsgemeinde Zuman (Цуманська селищна громада Zumanska selyschtschna hromada), bis dahin bildete das Dorf die gleichnamige Landratsgemeinde Lypne im Osten des Rajon Kiwerzi.
Am 17. Juli 2020 wurde der Ort Teil des Rajons Luzk.
Die Ortschaft liegt am Ufer der Konopelka (Конопелька), einem 48 km langen, rechten Nebenfluss des Styr, 60 km nordöstlich vom ehemaligen Rajonzentrum Kiwerzi und 75 km nordöstlich vom Oblastzentrum Luzk.